# Georg Haslauer von Haslau

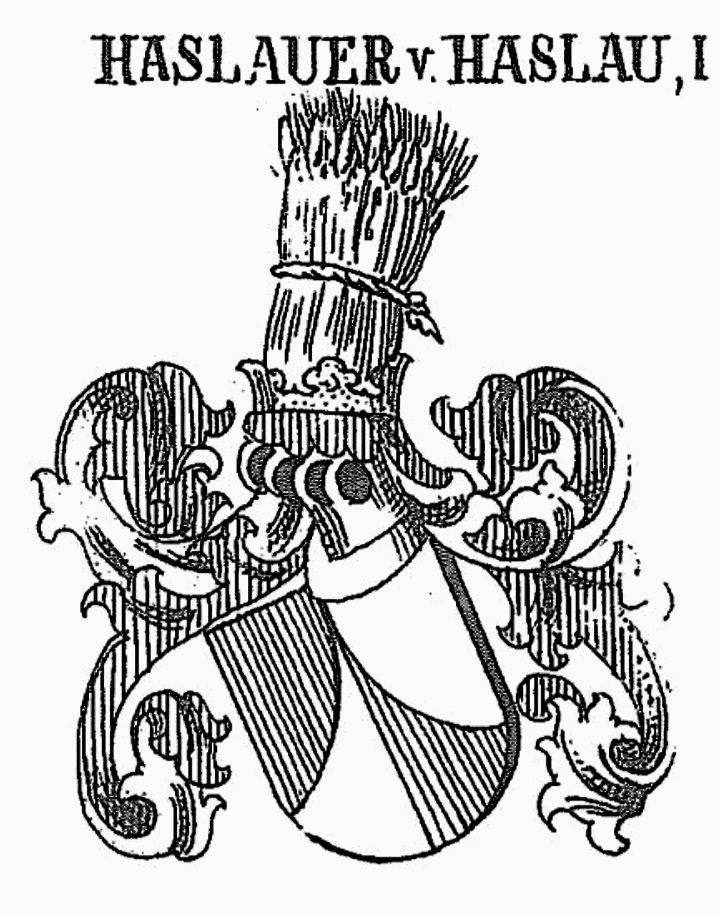
Familienwappen

Georg Haslauer von Haslau, auch Georg von Haßlau(er), Herr auf Thierbach (* um 1595; begraben 18. Dezember 1661 in Neudek) war ein böhmischer Adeliger und Freihofbesitzer.

## Leben
Er stammte aus dem alten böhmischen, ursprünglich österreichischen Adelsgeschlecht der Haslauer von Haslau. Seit der Herrschaft der Freiherren Colonna von Fels über Neudek im frühen 17. Jahrhundert erscheint er als Herr auf dem Edelhof Thierbach bei Neudek. Um seinen Besitz nicht verlustig zu werden, konvertierte er während des Dreißigjährigen Krieges zum Katholizismus. So hatte er 1637 dem Grafen Hermann Czernin von Chudenitz die Zusage gemacht, das er nur durch die Krankheit seiner Frau und Kinder behindert wurde, nun aber bereit wäre zum katholischen Glauben überzutreten. Die Haslauer waren somit einer der alten Familien die auch nach 1650 im Elbogener Kreis begütert waren. Einer Sage nach bestand eine tiefe Feindschaft zum benachbarten Rittergutsbesitzer Jörg Hutzelmann von Wolfshof auf Tiefenloh und Ödt. Zum Friedensschluss stifteten beide zwischen ihren Gütern eine Kapelle, die später sogenannte Lohwasserkapelle. Haslauer starb 1661 und wurde in der Kirche St. Martin in Neudek neben seiner Gemahlin beigesetzt. Nach seinem Tode war die Familie in Thierbach nicht mehr begütert. Vermutlich fiel der alte Edelsitz an die Herrschaft Neudek zurück und wurde in einen Meierhof umgewandelt.

## Wappen
Das Wappenschild zeigt eine eingebogene Spitze, die Farbgebung ist geteilt in Rot und Silber im Wechsel mit der jeweils anderen Farbe. Die Helmzier ist gekrönt und zeigt das goldene Bündel einer Kornähre. Die Helmdecken sind rot und silbern.

## Familie
Georg Haslauer von Haslau war vermählt mit Anna Maria geb. Salwartin († 11. Januar 1654). Aus der Ehe gingen mindestens neuen Kinder hervor:
- Maria Catharina († 1637)
- Susanna Barbara († 1661)
- Johannes Rudolph (* 1619 in Thierbach)
- Johannes Caspar (* 1621 in Thierbach)
- Sophia Elisabeth (* 1623 in Thierbach)
- Tochter (*/† 1627 in Thierbach)
- Juliana (* 1629 in Thierbach)
- Tochter (*/† 1632 in Thierbach)
- Anna Elisabeth (* 1638 in Thierbach; † 1676)